# Baongo II
Naaba Baongo II (né Ousmane Congo) est le 37e Mogho Naaba (empereur des Mossi), succédant à son père, le Mogho Naaba Kougri, décédé le 8 décembre 1982.

## Biographie
Sa mère est Koudpoko.
Bien que les Mogho Naabas n'aient plus de réels pouvoirs, ils conservent une certaine importance sur la scène politique. Naaba Baongo II a joué un rôle dans la résolution de la crise politique du Burkina Faso en septembre 2015 qui faisait suite au coup d'État des éléments du RSP (Régiment de sécurité présidentielle) guidés par Gilbert Diendéré.

## Divers
« Baongo », son nom de règne, signifie littéralement « la vallée », « l'oasis ».
Baongo II est un passionné de football et a joué en première division à l'Union sportive de Ouagadougou (USO) comme gardien de but. Il a mis en place la coupe dénommée coupe « Mogho Naaba Bâongho ».

## Distinctions
- Prix Macky-Sall pour le dialogue en Afrique en 2017, décerné par le Centre indépendant de recherches et d'initiatives pour le dialogue (CIRID), pour son rôle clé dans le retour du pouvoir civil dans le pays après le coup d’État militaire de 2015[6]
- Grand-croix de l'Ordre national (plus haute distinction) le 4 décembre 2015[4]
- Ambassadeur du Progrès africain en 2012[4]
- Lauréat du prix CIVIPAX en 2007[4]
- Honoré par la Universal Peace Federation en novembre 2008[4]
- Grand officier de l’International Military Sport Council[4]
- Certificat honorifique du COPTAC en 2017[4]